# リーヴァイ・アンキニー
リーヴァイ・アンキニー（Levi Ankeny、1844年8月1日 - 1921年3月29日）は、ワシントン州選出で共和党所属の、アメリカ合衆国上院議員である。
ミズーリ州セイント・ジョーゼフ近郊に生まれたが、1850年に両親と共に大平原を越えてオレゴン州へと渡り、ポートランドに居を構えた。田舎の学校に通い、のちポートランドのキングズリー・アカデミーに入学した。
アイダホ州のルイストン、オロフィーノ、フローレンスで事業を展開した。また、ルイストン市長に就任した。ワシントン州ワラ・ワラに転居し、銀行業に従事した。汎米博覧会実行委員会の委員に任命され、委員長に就任した。
1902年、共和党員として連邦上院議員選に当選し、1903年3月4日から1909年3月3日まで奉職した。1908年、再指名獲得に失敗した。第58議会から第59議会まで、上院海岸島嶼測量委員長を務めた。
1867年、オレゴン州上院議員ジェームズ・W・ネスミスの娘ポーリン・ネスミス (Pauline Nesmith) と結婚し、5人の子を儲けた。
1921年3月29日に死去するまでワラ・ワラの銀行に勤め、メイソニック墓地に埋葬された。
| アメリカ合衆国上院      | アメリカ合衆国上院 | アメリカ合衆国上院             |
| ----------------------- | --- | ------------------------------ |
| 先代 ジョージ・ターナー | ワシントン州選出のアメリカ合衆国上院議員（第3部） 同時当選：アディソン・G・フォスター、サミュエル・H・パイルズ 1903年 - 1909年 | 次代 ウェズリー・L・ジョーンズ |